# Wolf-Dieter Stohrer
Wolf-Dieter Stohrer (* 2. Januar 1942 in Tübingen) ist ein deutscher Chemiker und ehemaliger Hochschullehrer.

## Leben und Werk
Stohrer studierte Chemie von 1961 bis 1967 an der Universität Stuttgart und wurde dort 1969 bei Franz Effenberger mit einer Arbeit über Die Oxidation symmetrischer Tripyrrolidinobenzole und die Anwendung der HMO-Methode auf diese Verbindungen promoviert. Während des Studiums wurde er Mitglied der Burschenschaft Alemannia Stuttgart.
Nach einer Postdoc-Zeit bei Roald Hoffmann an der Cornell University Ithaca von 1969 bis 1972 habilitierte er sich 1975 an der Universität Frankfurt am Main. Dort war er zunächst bis 1977 Dozent und bis 1981 Professor, bevor er an die Universität Bremen wechselte. Inzwischen ist er im Ruhestand.
Seine Arbeitsgebiete waren insbesondere die theoretische organische Chemie und die Photochemie.

## Auszeichnungen
- Berninghausenpreis der Universität Bremen